# Slag bij Shepherdstown
De Slag bij Shepherdstown  vond plaats op 19 en 20 september 1862 in Jefferson County, Virginia tijdens de Amerikaanse Burgeroorlog. Deze slag is ook bekend als de Slag bij Boteler's Ford en betekende het einde van de Maryland-veldtocht.

## Achtergrond
Na de Slag bij Antietam nam generaal Robert E. Lee defensieve stellingen in om een Noordelijke aanval te weerstaan die er uiteindelijk nooit zou komen. Na een kortstondige staakt-het-vuren tussen beide partijen om hun gewonden op te halen, begon Lee op 18 september zijn Army of Northern Virginia terug te trekken over de Potomac. Lee liet een achterhoede achter onder leiding van brigadegeneraal William N. Pendleton. Deze bestond uit twee infanteriebrigades en 45 kanonnen. Hij moest Boteler’s Ford verdedigen.

## De slag
Kort voor dageraad op 19 september stuurde de Noordelijke brigadegeneraal Charles Griffin 2.000 infanteristen en scherpschutters van generaal-majoor John Fitz Porters V Corps over de Potomac bij Boteler’s Ford om een bruggenhoofd te vestigen. Ze vielen de Zuidelijke achterhoede aan waarbij ze vier kanonnen veroverden voor ze teruggeroepen werden. Pendleton stuurde een koerier naar Lee om te melden dat de Noordelijken over de rivier geraakt waren en dat hij een deel van zijn artillerie verloren had.
Op 20 september stuurde Porters eenheden van twee divisies over de rivier. Generaal-majoor A.P. Hills lichte divisie marcheerde naar Shepherdstown en voerde onmiddellijk een tegenaanval uit onder vijandelijk kanonvuur. Porter trok opnieuw zijn infanterie terug. De kolonel van de onervaren 118th Pennsylvania weigerde echter te vertrekken tot hij zijn bevelen van zijn eigen bevelhebber had ontvangen. Hierdoor geraakten ze geïsoleerd van de rest van de eenheden. Toen de Zuidelijken in volle sterkte arriveerden, geraakte het regiment in paniek. Ze trokken zich halsoverkop terug via de oversteekplaats en een nabijgelegen dam. Verschillende soldaten verdronken. Van de 737 soldaten had het regiment 269 manschappen verloren.

## Gevolgen
De Noordelijken verloren 363 soldaten tegenover 261 Zuidelijke slachtoffers. Het achterhoedegevecht bij Shepherdstown werkte ontmoedigend voor de Noordelijken. De achtervolging werd gestopt waardoor Lee zijn leger verder kon terugtrekken. De Maryland-veldtocht was beëindigd.